# حركة مكافحة الفساد الهندية عام 2011

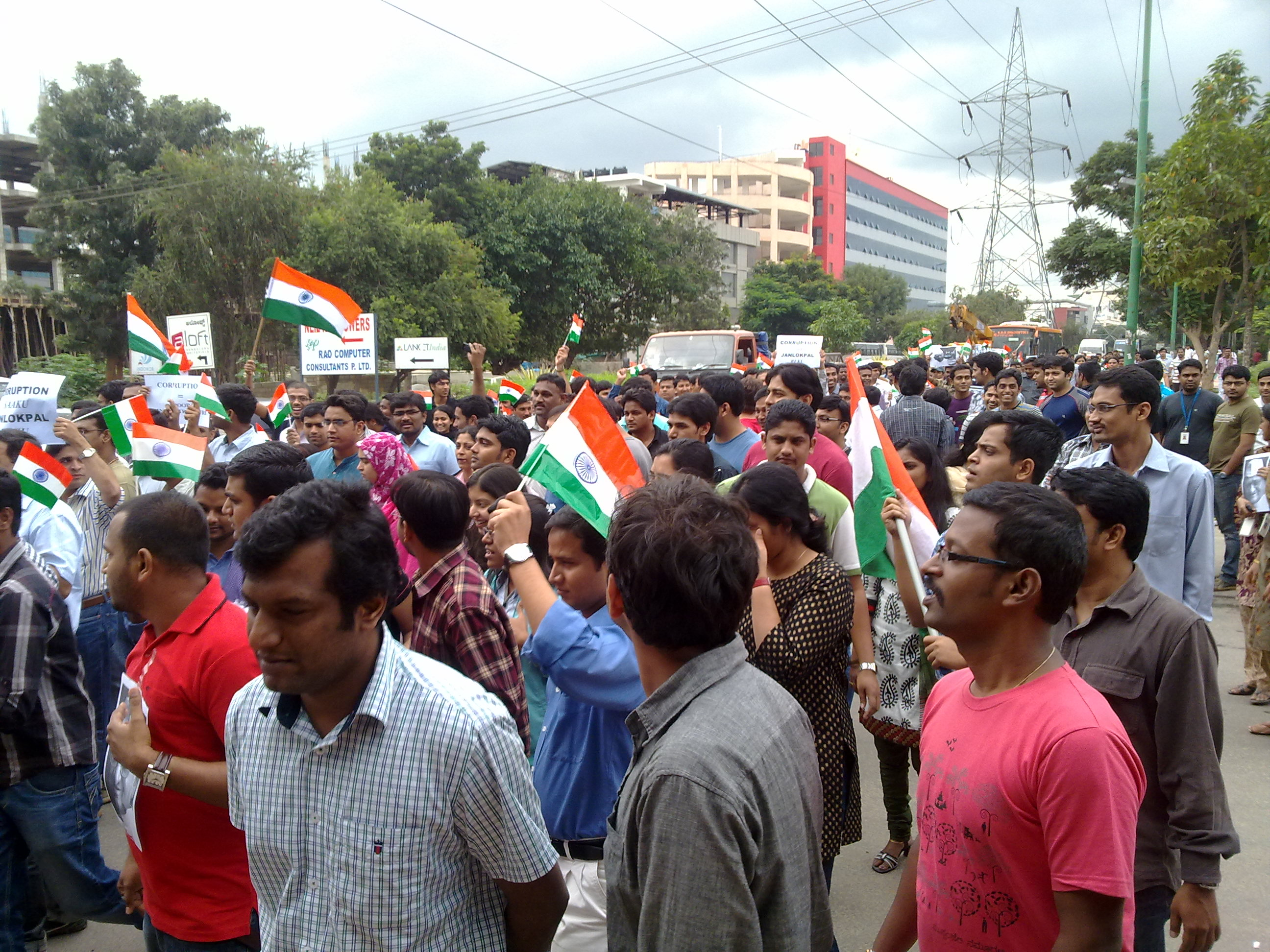

بدأت حركة مكافحة الفساد الهندية في عام 2011، وهي عبارة عن سلسلة من المظاهرات والاحتجاجات في جميع أنحاء الهند وتهدف إلى وضع تشريع وإجراء قوي ضد الفساد السياسي متوطّن محسوس. وذُكرت هذه الحركة «ضمن أفضل 10 قصص إخبارية لعام 2011» من قبل مجلة تايم.
اكتسبت الحركة زخمًا من تاريخ 5 أبريل عام 2011 وذلك عندما بدأ الناشط في مكافحة الفساد آنا هازار إضرابًا عن الطعام عند مرقب جانتار مانتار في مدينة نيو دلهي. وكان الهدف التشريعي الأساسي من الحركة الحد من الفساد في الحكومة الهندية عبر تقديم مشروع قانون جان لوبال. وكان لها هدف آخر قاده البابا رامديف وهو إعادة الأموال السوداء من البنوك السويسرية والبنوك الأجنبية الأخرى.
ركّزت مظالم المحتجين المحتشدين على القضايا القانونية والسياسية بما في ذلك الفساد السياسي والكليبتوقراطية وغيرها من أشكال الفساد. وكانت الحركة بالدرجة الأولى واحدة من حركات المقاومة المدنية غير العنيفة، من خلال الخروج بمظاهرات ومسيرات وأعمال عصيان مدني وإضرابات عن الطعام واجتماعات حاشدة، فضلًا عن استخدام وسائل التواصل الاجتماعي للتنظيم والتواصل وزيادة الوعي. وكانت الاحتجاجات غير حزبية وكان معظم المحتجين معاديين لمحاولات الأحزاب السياسية لاستخدامها في سبيل تعزيز أجنداتهم السياسية.

## خلفية
أصبحت القضايا المتعلقة بالفساد في الهند بارزة بشكل متزايد في السنوات الأخيرة. وكانت البلاد خاضعة لسياسات اقتصادية ملهمة اشتراكيًا يعود تاريخها إلى الاستقلال في عام 1947 وحتى الثمانينيات. وقد أدى الإفراط في التنظيم والحمائية وملكية الحكومة للصناعة إلى بطء النمو الاقتصادي وارتفاع معدلات البطالة وانتشار الفقر. وسُمي نظام السيطرة البيروقراطية هذا من قبل الحكومة بنظام حكم الرخصة والذي يتوضع في لُب الفساد المستوطن.
وقد درس تقرير فوهرا المقدم من وزير الداخلية الهندي السابق ناريندر ناث فوهرا في عام 1993 قضية تجريم السياسات. وتضمن التقرير العديد من الملاحظات التي أبدتها الوكالات الرسمية على الشبكة الإجرامية والتي كانت تدير حكومة موازية فعليًا. كما وناقش التقرير قضية العصابات الإجرامية التي تتمتع برعاية السياسيين وحماية موظفي الحكومة وكشف أن الزعماء السياسيين أصبحوا قادة عصابات الشوارع وعناصر متمردة في الجيش وانتُخب المجرمون في الهيئات المحلية ومجالس الولايات الهندية والبرلمان.
وقد ساعد قانون الحق في المعلومات (RTI) لعام 2005 المدنيين على العمل بفعالية للتصدي للفساد. ويسمح للمواطنين الهنود بطلب المعلومات مقابل رسم ثابت وقدره 10 روبية هندية (ما يقابل 0.22 دولار أمريكي) من «السلطة العامة» (هيئة حكومية أو أداة تابعة للدولة). ويتعين على هذه الهيئة العامة بدورها الرد على الطلب خلال ثلاثين يومًا. وقد استخدم النشطاء هذا القانون للكشف عن قضايا الفساد ضد مختلف السياسيين والبيروقراطيين ونتيجة لذلك تعرض بعض هؤلاء النشطاء للهجوم وحتى للقتل.
وكان يوجد العديد من الأمثلة البارزة للفساد المزعوم في البلاد في السنوات التي سبقت الاحتجاجات المكافحة للفساد في سنة 2011 مباشرة. وشملت هذه الأمثلة خداع جمعية أدارش السكنية والاحتيال على قرض الإسكان في عام 2010 وقضية أشرطة راديا المثيرة للجدل وحالة الطيف 2جـ (الجيل الثاني). وأمرت الحكومة العليا في الهند جميع المحاكم الابتدائية في البلاد بالإسراع بمعالجة قضايا الفساد وذكر رئيس الهند براتيبها باتيل أن الحكومة ستتخذ التدابير اللازمة للتصديق على اتفاقية الأمم المتحدة لمكافحة الفساد وغيرها من التدابير التشريعية والإدارية الضرورية لتحسين الشفافية. وبعد شهر اضطر رئيس مفوضية المراقبة بـ. جـ. توماس إلى الاستقالة بتهمة الفساد التي وُجهت له من قبل المحكمة العليا.
كما ونُظمت مسيرة داندي الثانية في 50 مدينة حول العالم من قبل «حركة الشعب من أجل حزب لوك سابها (حزب مجلس الشعب)» والتي جرت في مارس من عام 2011، كما ونظموا احتجاج «حملة في جميع أنحاء دلهي».

## احتجاجات أبريل عام 2011
أراد آنا هازار تشكيل لجنة مشتركة تضم أعضاء من الحكومة والمجتمع المدني لصياغة تشريع أكثر صرامة لمكافحة الفساد. لكن رئيس وزراء الهند آنذاك مانموهان سينغ رفض طلب هازار لذلك بدأ هازار إضرابًا عن الطعام في تاريخ 5 أبريل عام 2011 في مرقب جانتار مانتار مدينة دلهي. وقال إن الصيام سيستمر حتى يُسنّ التشريع. وجذبت أعماله دعمًا كبيرًا يشمل انضمام بعض الناس إلى الصيام. وقد أشار ممثلون بارزون من الأحزاب السياسية المعارضة بما في ذلك حزب بهاراتيا جاناتا والحزب الشيوعي الهندي (الماركسي)، إلى دعمهم لهازار وطالبوا بإجراءات حكومية. إذ لم يسمح هازار للسياسين بالجلوس معه وحتى أنه أبعد أولئك الذين حاولوا الانضمام مثل أوما بهارتي وأوم براكاش تشوتالا.
وانتشرت الاحتجاجات تعاطفًا مع هازار إلى مدن هندية مختلفة، شملت بنغالور ومومباي وتشيناي وأحمد آباد. وأشارت شخصيات بارزة في بوليوود والرياضة والأعمال إلى دعمهم وكان هناك أيضًا تجمعات خارج الهند بما في ذلك الولايات المتحدة وبريطانيا وفرنسا وألمانيا.
وقد اشتبكت الحكومة مع النشطاء وأصرّت على أن يرأس لجنة الصياغة وزير يُعيّن من قبل الحكومة وليس عضوًا في المجتمع المدني، كما طالب المحتجون بتجنب السماح للحكومة بجعل مشروع القانون أقل قوة.
استقال وزير الزراعة شاراد باوار من مجموعة الوزراء المكلفين بمراجعة مشروع القانون في 6 أبريل والذي اتهمه هازار بالفساد. ووافقت الحكومة على إنشاء لجنة مشتركة في 9 أبريل. جاء ذلك من تسوية بأن سيكون هناك الرئيس السياسي براناب موخيرجي والرئيس المشارك غير السياسي شانتي بوشان. والذي كان واحدًا من واضعي مشروع قانون لوكبال إلى جانب هازار، والقاضي نـ. سانتوش هيغدي، والمحامي براشانت بوشان وناشط في قانون الحق في المعلومات RTI آرفيند كيجريوال.
عُقد الاجتماع الأول للجنة لصياغة مشروع القانون لوكبال في 16 أبريل. ووافقت الحكومة على التسجيل الصوتي لاجتماعات اللجنة وعقدت مشاورات عامة قبل إعداد مسودة نهائية لكنها رفضت طلب هازار ببث الإجراءات على الهواء مباشرةً.

## احتجاج يونيو
أعلن رامديف في شهر أبريل أنه سيطلق حركة شعبية لمكافحة الفساد تحت اسم «بهارات سوابهيمان أندولان». أُعلن في 13 مايو عن إكمال الهند إجراءات التصديق على اتفاقية الأمم المتحدة، الإجراءات التي بدأت في عام 2010. ثم، وفي الأيام الأولى من شهر يونيو، التقى أربعةٌ من كبار وزراء الاتحاد -وهم براناب مخرجي، وكابيل سيبال، وباوان كومار بانسال، وسوبود كانت ساهي- مع رامديف لمناقشة مخاوفه.
دعم رامديف صيام هازار وقاد في ما بعد احتجاجًا ضخمًا ثانيًا في ميدان رام ليلا بالعاصمة نيودلهي في 4 يونيو 2011. كان رامديف يرغب بتسليط الضوء على الحاجة إلى الوصول إلى تشريع لإعادة الأموال المشبوهة المودعة في الخارج، وطالب بإعلان الأموال غير الخاضعة للضريبة ثروةً وطنية، وإعلان عملية تخزين الأموال التي حُصّلت بطرق غير مشروعة في البنوك الأجنبية جريمةً ضد الدولة.